# Xenophonia
Albums de Bojan Z
Transpacifik
(2003) Humus
(2009)
Xenophonia est un album du pianiste de jazz franco-serbe Bojan Z sorti en 2006 chez Label Bleu. Le nom de l'album, construit à partir de « xenos », « l'étranger » en grec, est une référence à la situation de Bojan Z en tant que franco-serbe.
Sur cet album Bojan Z joue du « xénophone », instrument de son invention, sorte de Fender Rhodes trafiqué, avec un tempérament différent de celui du piano, proche de celui de la musique « arabe ». Bojan ajoute à cet instrument de nombreuses pédales d'effet (distorsion, phaser...) ce qui finit par le rapprocher d'une guitare électrique. Bojan Z va ainsi, sur Wheels, jusqu'à jouer « note à note » sur son instrument un solo de R. M. Točak, star du rock serbe.
Le premier morceau, Ulaz (« entrée ») était en fait une balance son qui a été gardée pour l'album.

## Réception critique et récompenses
Cet album est « meilleur album de l'année » aux Victoires du jazz 2007.
Le critique musical Ian Patterson dit que « si un album de cette qualité demande deux ou trois ans pour voir le jour, [il] ne se plaindra pas. »
L'album est « coup de cœur absolu » pour Jean Marc Gelin sur Les Dernières Nouvelles du jazz.

## Liste des pistes
| No  | Titre                                | Musique                             | Durée |
| --- | ------------------------------------ | ----------------------------------- | ----- |
| 1.  | Ulaz                                 | Bojan Z                             | 7:21  |
| 2.  | Zeven                                | Bojan Z                             | 5:55  |
| 3.  | Wheels                               | Bojan Z, R. M. Točak                | 9:06  |
| 4.  | Biggus D                             | Bojan Z                             | 7:21  |
| 5.  | Ashes To Ashes                       | David Bowie                         | 4:46  |
| 6.  | Pendant Ce Temps, Chez Le Général... | Bojan Z, Ben Perowsky, Rémi Vignolo | 4:09  |
| 7.  | Xenos Blues                          | Bojan Z                             | 7:08  |
| 8.  | The Mohican And The Great Spirit     | Horace Silver                       | 6:21  |
| 9.  | CD-ROM                               | Bojan Z                             | 4:57  |
| 10. | Izlaz                                | Ari Hoenig, Bojan Z                 | 2:36  |

## Personnel
- Bojan Z : piano, Fender Rhodes
- Rémi Vignolo : contrebasse
- Ari Hoenig : batterie (pistes 2, 3, 4, 8 et 10)
- Ben Perowsky : batterie (pistes 1, 5, 7, 8 et 9)
- Krassen Lutzkanov : kaval (pistes 1 et 9)